# Czażaszi
Czażaszi – (Chazhashi) wieś w Gruzji, w regionie Megrelia-Górna Swanetia, w gminie Mestia. 

## Opis
Położone jest u południowego podnóża Wielkiego Kaukazu, w dolinie górnej rzeki Inguri, na wysokości 2160 m n.p.m. Wieś jest częścią historycznego regionu Swanetia i centrum społeczności Uszguli. Jego średniowieczne budowle obronne są wpisane do rejestru Gruzińskich Nieruchomych Zabytków Kultury o Znaczeniu Narodowym i wpisane na Listę Światowego Dziedzictwa UNESCO jako część jednostki Górna Swanetia. 
W 2014 roku liczyła 28 mieszkańców.